# Насаф-2
«Насаф»-2 (узб. Nasaf-2) — узбекистанская футбольная команда из Карши, являющаяся фарм-клубом «Насафа».

## История
«Насаф»-2 был основан в 2004 году в качестве фарм-клуба главной команды города — каршинского «Насафа». 8 сезонов (2005, 2009-2012, 2015-2017) выступал в Первой лиге Узбекистана.
В настоящее время он участвует во Второй лиге чемпионата Узбекистана, победителем которой  становился уже трижды (в 2004, 2008 и под названием ФШ «Насаф» — в 2014 годах).